# Jorge Larrionda
Jorge Larrionda (Montevideo, 1968. március 9. –) uruguayi nemzetközi labdarúgó-játékvezető. A 21. század első évtizedében a világ egyik legjobb játékvezetője.

## Pályafutása

### Nemzeti játékvezetés
A játékvezetői vizsgát 1993-ban tette le, 1998-ban lett hazája legfelső szintű labdarúgó-bajnokságának játékvezetője. A nemzeti játékvezetéstől 2012-ben vonult vissza.

### Nemzetközi játékvezetés
Az Uruguayi labdarúgó-szövetség Játékvezető Bizottságának (JB) felterjesztésére 1998-ban lett a Nemzetközi Labdarúgó-szövetség (FIFA) játékvezetői keretének tagja. Első nemzetközi válogatott mérkőzése 1999-ben Chile és Bolívia csapatainak találkozója volt. Az aktív nemzetközi játékvezetéstől 2010-ben búcsúzott. Válogatott mérkőzéseinek száma: 34.

#### Labdarúgó-világbajnokság
Négy világbajnoki döntőhöz vezető úton Dél-Koreába és Japánba a XVII., a 2002-es labdarúgó-világbajnokságra, Németországba a XVIII., a 2006-os labdarúgó-világbajnokságra, Dél-Afrikába a XIX., a 2010-es labdarúgó-világbajnokságra, valamint Brazíliába a XX., a 2014-es labdarúgó-világbajnokságra a FIFA JB bíróként alkalmazta. Selejtező mérkőzéseket a CONMEBOL és a CONCACAF zónában vezetett. Világbajnokságon vezetett mérkőzéseinek száma: 4.

##### 2002-es labdarúgó-világbajnokság
2002-ben selejtező mérkőzéseket a CONCACAF és CONMEBOL zónában vezetett. A FIFA JB kiválasztotta a világbajnokság játékvezetőjének, de az Uruguayi Labdarúgó Szövetség hat hónapra felfüggesztette mérkőzésvezetői jogát, így lemaradt a tornáról. A felfüggesztés eredeti oka korrupciós vádak voltak, de a vizsgálatok befejezésével visszakapta működési jogát.

###### Selejtező mérkőzés
| Időpont            | Helyszín                                       | Mérkőzés típusa            | Mérkőzés                             | Eredmény | Nézők száma |
| ------------------ | ---------------------------------------------- | -------------------------- | ------------------------------------ | -------- | ----------- |
| 2000. június 29.   | Nemesio Camacho "El Campín" Stadion, Bogotá    | előselejtező (4. forduló)  | Kolumbia–Argentína                   | 1 – 3    | 43 246      |
| 2000. július 18.   | Defensores del Chaco Stadion, Asunción         | előselejtező (5. forduló)  | Paraguay–Brazília                    | 2 – 1    | 40 000      |
| 2000. november 15. | Morumbi Stadion, São Paulo                     | előselejtező (10. forduló) | Brazília–Kolumbia                    | 1 – 0    | 56 213      |
| 2001. április 25.  | Arrowhead Stadion, Kansas City                 | döntő csoport              | Amerikai Egyesült Államok–Costa Rica | 1 – 0    | 37 319      |
| 2001. november 8.  | Antonio Vespucio Liberti Stadion, Buenos Aires | előselejtező (17. forduló) | Argentína–Peru                       | 2 – 0    | 18 901      |

##### 2006-os labdarúgó-világbajnokság
Az  Olaszország-Egyesült Államok mérkőzésen a játékvezetőnek háttal vagy takarásban igen sok alattomos cselekmény fordult elő, ezért a negyedik játékvezető figyelmeztette a játékvezetőt, hogy lépjen fel határozottan. A határozottság eredménye négy sárga és három piros lap lett. Az amerikai szövetség és a FIFA  JB szakemberei dicsérték határozottságát.

###### Selejtező mérkőzés
| Időpont           | Helyszín                       | Mérkőzés típusa            | Mérkőzés          | Eredmény | Nézők száma |
| ----------------- | ------------------------------ | -------------------------- | ----------------- | -------- | ----------- |
| 2004. június 6.   | Nemzeti Stadion, Lima          | előselejtező (7. forduló)  | Peru–Venezuela    | 0 – 0    | 40 000      |
| 2004. október 13  | Rei Pelé Stadion, Maceió       | előselejtező (10. forduló) | Brazília–Kolumbia | 0 – 0    | 20 000      |
| 2005. március 26. | Hernando Siles Stadion, La Paz | előselejtező (12. forduló) | Bolívia–Argentína | 1 – 2    | 25 000      |
| 2005. október 9.  | Hernando Siles Stadion, La Paz | előselejtező (17. forduló) | Bolívia–Brazília  | 1 – 1    | 22 725      |

###### Világbajnoki mérkőzés
| Időpont          | Helyszín                             | Mérkőzés típusa              | Mérkőzés                              | Eredmény | Nézők száma |
| ---------------- | ------------------------------------ | ---------------------------- | ------------------------------------- | -------- | ----------- |
| 2006. június 11. | Rhein Energie Stadion, Köln          | csoportmérkőzés (D. csoport) | Angola–Portugália                     | 0 – 1    | 45 000      |
| 2006. június 17. | Fritz Walter Stadion, Kaiserslautern | csoportmérkőzés (E. csoport) | Olaszország–Amerikai Egyesült Államok | 1 – 1    | 46 000      |
| 2006. június 23. | Rhein Energie Stadion, Köln          | csoportmérkőzés (G. csoport) | Togo–Franciaország                    | 0 – 2    | 45 000      |
| 2006. július 5.  | FIFA WM Stadion, München             | egyik elődöntő               | Portugália–Franciaország              | 0 – 3    | 66 000      |

##### 2010-es labdarúgó-világbajnokság
2008-ban a FIFA JB bejelentette, hogy 2010-ben a Dél-afrikai Köztársaságban rendezendő labdarúgó-világbajnokságra kiválasztották vezető bírónak.
A világbajnoki döntőhöz vezető úton Dél-Afrikába a XIX., a 2010-es labdarúgó-világbajnokságra a FIFA JB bíróként foglalkoztatta. Világbajnokságokon vezetett mérkőzéseinek száma: 8.

###### Selejtező mérkőzés
| Időpont              | Helyszín                               | Mérkőzés típusa        | Mérkőzés           | Eredmény | Nézők száma |
| -------------------- | -------------------------------------- | ---------------------- | ------------------ | -------- | ----------- |
| 2007. október 17.    | Maracanã Stadion, Rio de Janeiro       | előselejtező (2. kör)  | Brazília–Ecuador   | 5 – 0    | 87 000      |
| 2007.november 20.    | El Campín Stadion, Bogotá              | előselejtező (4. kör)  | Kolumbia–Argentína | 2 – 1    | 41 700      |
| 2008. június 15.     | Defensores del Chaco Stadion, Asunción | előselejtező (5. kör)  | Paraguay–brazília  | 2 – 0    | 38 000      |
| 2008. szeptember 10. | Nemzeti Stadion, Santiago de Chile     | előselejtező (8. kör)  | Chile–Kolumbia     | 4 – 0    | 47 459      |
| 2009. szeptember 9.  | Pituaçu Stadion, Salvador              | előselejtező (16. kör) | Brazília–Chile     | 4 – 2    | 30 000      |
| 2009. november 14.   | Westpac Stadion, Wellington            | AFC/OFC rájátszás      | Új-Zéland–Bahrein  | 1 – 0    | 36 500      |

###### Világbajnoki mérkőzés
| Időpont          | Helyszín                               | Mérkőzés típusa              | Mérkőzés                    | Eredmény | Nézők száma |
| ---------------- | -------------------------------------- | ---------------------------- | --------------------------- | -------- | ----------- |
| 2010. június 15. | Nelson Mandela Stadion, Port Elizabeth | csoportmérkőzés (G. csoport) | Elefántcsontpart–Portugália | 0 : 0    | 37 034      |
| 2010. június 19. | Loftus Versfeld Stadion, Pretoria      | csoportmérkőzés (D. csoport) | Kamerun–Dánia               | 1 : 2    | 38 074      |
| 2010. június 23. | Mbombela Stadion, Mbombela             | csoportmérkőzés (D. csoport) | Ausztrália–Szerbia          | 2 : 1    | 37 836      |
| 2010. június 27. | Free State Stadion, Bloemfontein       | egyik nyolcaddöntő           | Németország–Anglia          | 4 : 1    | 40 510      |

##### 2014-es labdarúgó-világbajnokság

###### Selejtező mérkőzés
| Időpont            | Helyszín                 | Mérkőzés típusa           | Mérkőzés     | Eredmény | Nézők száma |
| ------------------ | ------------------------ | ------------------------- | ------------ | -------- | ----------- |
| 2011. november 15. | Atahualpa Stadion, Quito | előselejtező (4. forduló) | Ecuador–Peru | 2 – 0    | 34 481      |

---

##### U20-as labdarúgó-világbajnokság
Hollandia a 2005-ös ifjúsági labdarúgó-világbajnokságot, Egyiptom a 2009-es U20-as labdarúgó-világbajnokságot rendezte, ahol a FIFA JB játékvezetőként foglalkoztatta.

###### 2005-ös ifjúsági labdarúgó-világbajnokság
| Időpont          | Helyszín                           | Mérkőzés típusa              | Mérkőzés              | Eredmény | Nézők száma |
| ---------------- | ---------------------------------- | ---------------------------- | --------------------- | -------- | ----------- |
| 2005. június 11. | De Vijverberg Stadion, Doetinchem  | csoportmérkőzés (C. csoport) | Spanyolország–Marokkó | 3 – 1    | 9863        |
| 2005. június 15. | Galgenwaard Stadion, Utrecht       | csoportmérkőzés (B. csoport) | Panama–Törökország    | 0 – 1    | 6100        |
| 2005. június 18. | Parkstad Limburg Stadion, Kerkrade | csoportmérkőzés (E. csoport) | Olaszország–Kanada    | 4 – 1    | 2000        |
| 2005. június 28. | Parkstad Limburg Stadion, Kerkrade | egyik elődöntő               | Marokkó–Nigéria       | 0 – 3    | 17 000      |

###### 2009-es ifjúsági labdarúgó-világbajnokság
| Időpont              | Helyszín                   | Mérkőzés típusa              | Mérkőzés                          | Eredmény | Nézők száma |
| -------------------- | -------------------------- | ---------------------------- | --------------------------------- | -------- | ----------- |
| 2009. szeptember 29. | Városi Stadion, Szuez      | csoportmérkőzés (C. csoport) | Amerikai Egyesült Államok–Kamerun | 4 – 1    | 28 000      |
| 2009. október 3.     | Városi Stadion, Port Szaíd | csoportmérkőzés (F. csoport) | Dél-afrikai Köztársaság–Honduras  | 2 – 0    | 16 200      |
| 2009. október 7.     | Városi Stadion, Szuez      | egyik nyolcaddöntő           | Németország–Nigéria               | 3 – 2    | 26 000      |
| 2009. október 13.    | Nemzetközi Stadion, Kairó  | egyik elődöntő               | Ghána–Magyarország                | 3 – 2    | 39 812      |

##### U17-es labdarúgó-világbajnokság
Peru rendezte a 2005-ös U17-es labdarúgó-világbajnokságot, ahol a FIFA JB hivatalnokként vette igénybe szolgálatát.

###### 2005-ös U17-es labdarúgó-világbajnokság
| Időpont              | Helyszín                      | Mérkőzés típusa              | Mérkőzés              | Eredmény | Nézők száma |
| -------------------- | ----------------------------- | ---------------------------- | --------------------- | -------- | ----------- |
| 2005. szeptember 19. | Mansiche Stadion, Trujillo    | csoportmérkőzés (A. csoport) | Ghána–Costa Rica      | 1 – 1    | 15 000      |
| 2005. szeptember 23. | Nemzeti Stadion, Lima         | csoportmérkőzés (D. csoport) | Gambia–Hollandia      | 0 – 2    | 17 000      |
| 2005. október 2.     | Marcel Saupin Stadion, Nantes | bronzmérkőzés                | Hollandia–Törökország | 2 – 1    | 35 000      |

#### Konföderációs kupa
Franciaország a 2003-as konföderációs kupát, Dél-afrikai Köztársaság rendezte a 2009-es konföderációs kupát rendezte, ahol a FIFA JB mérkőzésvezetőként alkalmazta.

##### 2003-as konföderációs kupa
| Időpont          | Helyszín                                 | Mérkőzés típusa              | Mérkőzés                              | Eredmény | Nézők száma |
| ---------------- | ---------------------------------------- | ---------------------------- | ------------------------------------- | -------- | ----------- |
| 2003. június 19. | Geoffroy-Guichard Stadion, Saint-Étienne | csoportmérkőzés (B. csoport) | Törökország–Amerikai Egyesült Államok | 2 – 1    | 16 944      |
| 2003. június 22. | Geoffroy-Guichard Stadion, Saint-Etienne | csoportmérkőzés (A. csoport) | Japán–Kolumbia                        | 0 – 1    | 24 541      |
| 2003. június 26. | Francia Stadion, Párizs                  | egyik elődöntő               | Franciaország–Törökország             | 3 – 2    | 41 195      |

##### 2009-es konföderációs kupa
| Időpont          | Helyszín                         | Mérkőzés típusa              | Mérkőzés                                | Eredmény | Nézők száma |
| ---------------- | -------------------------------- | ---------------------------- | --------------------------------------- | -------- | ----------- |
| 2009. június 14. | Ellis Park Stadion, Johannesburg | csoportmérkőzés (A. csoport) | Dél-afrikai Köztársaság–Irak            | 0 – 0    | 52 552      |
| 2009. június 24. | Free State Stadion, Bloemfontein | egyik elődöntő               | Spanyolország–Amerikai Egyesült Államok | 0 – 2    | 35 369      |

#### Copa América
Kolumbia a 40., a 2001-es Copa América, Venezuela a 42., a 2007-es Copa América labdarúgó tornát rendezte, ahol a Dél-amerikai Labdarúgó-szövetség (CONMEBOL) JB bíróként alkalmazta.

##### 2001-es Copa América
| Időpont          | Helyszín                            | Mérkőzés típusa              | Mérkőzés       | Eredmény | Nézők száma |
| ---------------- | ----------------------------------- | ---------------------------- | -------------- | -------- | ----------- |
| 2001. július 15. | Pascual Guerrero Stadion, Cali      | csoportmérkőzés (B. csoport) | Brazília–Peru  | 2 – 0    | 30 000      |
| 2001. július 17. | Metropolitano Stadion, Barranquilla | csoportmérkőzés (A. csoport) | Kolumbia–Chile | 2 – 0    | 50 000      |

##### 2007-es Copa América
| Időpont          | Helyszín                                 | Mérkőzés típusa              | Mérkőzés           | Eredmény | Nézők száma |
| ---------------- | ---------------------------------------- | ---------------------------- | ------------------ | -------- | ----------- |
| 2007. június 28. | José Pachencho Romero Stadion, Maracaibo | csoportmérkőzés (C. csoport) | Paraguay–Kolumbia  | 5 – 0    | 34 500      |
| 2007. július 5.  | Metropolitano Stadion, Barranquilla      | csoportmérkőzés (C. csoport) | Argentína–Paraguay | 1 – 0    | 37 500      |
| 2007. július 7.  | Luis Ramos Stadion, Puerto la Cruz       | egyik negyeddöntő            | Chile–Brazília     | 1 – 6    | 38 000      |

#### Olimpiai játékok
Görögország rendezte a XXVIII., a 2004. évi nyári olimpiai játékokat, ahol a torna egyik kiemelkedően foglalkoztatott játékvezetője.

##### 2004. évi nyári olimpiai játékok
| Időpont             | Helyszín                        | Mérkőzés típusa              | Mérkőzés              | Eredmény | Nézők száma |
| ------------------- | ------------------------------- | ---------------------------- | --------------------- | -------- | ----------- |
| 2004. augusztus 11. | Kaftanzoglio Stadion, Szaloniki | csoportmérkőzés (A. csoport) | Dél-Korea–Görögország | 2 – 2    | 25 152      |
| 2004. augusztus 15. | Panthessaliko Stadion, Vólosz   | csoportmérkőzés (B. csoport) | Japán–Olaszország     | 2 – 3    | 9487        |
| 2004. augusztus 27. | Kaftanzoglio Stadion, Szaloniki | bronzmérkőzés                | Olaszország–Irak      | 1 – 0    | 5203        |

#### Nemzetközi kupamérkőzések
Vezetett Kupa-döntők száma: 10.

##### Copa Libertadores
| Időpont            | Helyszín                                   | Mérkőzés típusa   | Mérkőzés                              | Eredmény | Nézők száma |
| ------------------ | ------------------------------------------ | ----------------- | ------------------------------------- | -------- | ----------- |
| 2003. július 2.    | Cícero Pompeu de Toledo Stadion, São Paulo | döntő 2. mérkőzés | Santos FC–CA Boca Juniors             | 1 – 3    | 73 103      |
| 2005. július 6.    | José Pinheiro Borba Stadion, Porto Alegre  | döntő 1. mérkőzés | Athletico Paranaense–São Paulo FC     | 1 – 1    |             |
| 2006. augusztus 9. | Cícero Pompeu de Toledo Stadion, São Paulo | döntő 1. mérkőzés | São Paulo FC–Sport Club Internacional | 1 – 2    | 71 456      |
| 2007. június 13.   | Alberto J. Armando Stadion, Buenos Aires   | döntő 1. mérkőzés | CA Boca Juniors–Grêmio                | 0 – 0    | 50 993      |
| 2009. július 8.    | Ciudad Stadion, Río de la Plata            | döntő 1. mérkőzés | Estudiantes de La Plata–Cruzeiro EC   | 0 – 0    | 52 000      |

##### Copa Sudamericana
| Időpont           | Helyszín                                  | Mérkőzés típusa   | Mérkőzés                                          | Eredmény | Nézők száma |
| ----------------- | ----------------------------------------- | ----------------- | ------------------------------------------------- | -------- | ----------- |
| 2005. december 6. | Olimpiai Stadion, Mexikóváros             | döntő             | Pumas UNAM–CA Boca Juniors                        | 1 – 1    | 38 000      |
| 2008. december 3. | José Pinheiro Borba Stadion, Porto Alegre | döntő 2. mérkőzés | Sport Club Internacional– Estudiantes de La Plata | 1 – 1    | 51 803      |

##### Recopa Sudamericana
A Copa Libertadores és Copa Sudamerica győztese mérkőzik a kupáért.
| Időpont             | Helyszín                                  | Mérkőzés típusa   | Mérkőzés                                             | Eredmény | Nézők száma |
| ------------------- | ----------------------------------------- | ----------------- | ---------------------------------------------------- | -------- | ----------- |
| 2005. augusztus 31. | Palogrande Stadion, Manizales             | döntő 2. mérkőzés | Once Caldas–CA Boca Juniors                          | 2 – 1    | 30 000      |
| 2011. augusztus 24. | José Pinheiro Borba Stadion, Porto Alegre | döntő 2. mérkőzés | Sport Club Internacional–Club Atlético Independiente | 3 – 1    | 39 069      |

##### FIFA-klubvilágbajnokság
Japán rendezte a 4., a 2007-es FIFA-klubvilágbajnokságot, ahol a FIFA JB bírói szolgálatra vette igénybe.

###### 2007-es FIFA-klubvilágbajnokság
| Időpont            | Helyszín                     | Mérkőzés típusa | Mérkőzés                    | Eredmény | Nézők száma |
| ------------------ | ---------------------------- | --------------- | --------------------------- | -------- | ----------- |
| 2007. december 13. | Nemzetközi Stadion, Jokohama | egyik elődöntő  | Urava Red Diamonds–AC Milan | 0 – 1    | 67 005      |

##### Interkontinentális kupa
| Időpont            | Helyszín                     | Mérkőzés típusa | Mérkőzés             | Eredmény | Nézők száma |
| ------------------ | ---------------------------- | --------------- | -------------------- | -------- | ----------- |
| 2004. december 12. | Nemzetközi Stadion, Jokohama | döntő           | FC Porto–Once Caldas | 0 – 0    | 60 000      |

## Sportvezetőként
Aktív pályafutását befejezve 2012-től a CONMEBOL JB valamint a FIFA JB ellenőre.

## Sikerei, díjai
- Az IFFHS szerint 2007-ben a német Markus Merk lett a világ legjobb játékvezetője. Az legjobb nem európai bíró Jorge Larrionda a 8. helyre került a listán.
- A IFFHS (International Federation of Football History & Statistics) 1987-2011 évadokról tartott nemzetközi szavazásán 151, játékvezető besorolásával minden idők 7, legjobb bírójának rangsorolta. A 2008-as szavazáshoz képest 29 pozíciót előbbre lépett.